# ふらのバス
ふらのバス (Furano Bus Co.,Ltd.)は、北海道富良野市に本社を置きバス事業を行う企業。富良野市内線や富良野市と旭川空港・旭川駅を結ぶ路線バスの運行、および貸切バスの運行などを行う。

## 概要
富良野市では旭川電気軌道が路線バスの運行を行っていたが、モータリゼーション化等の影響で維持が厳しくなり、富良野地区路線を廃止する方針を打ち出した。富良野市では市内バス路線を維持するため、旭川電気軌道と共同出資で第三セクターを設立。旭川電気軌道富良野営業所の乗合・貸切事業を譲受し営業を開始した。路線バスは全路線が国などから運行維持補助金を受けており、それを貸切バスの収入で補う形で営業を行っている。

## 歴史

### 旭川電気軌道による運行開始まで
富良野におけるバス事業は、吉本自動車が1928年（昭和3年）4月28日より富良野駅前から島ノ下の吉本温泉まで運行したのが始まりとされる。以降、麓郷や布部、別事業者が旭川市とを結ぶ路線を運行したが、北海道庁が1942年（昭和17年）10月12日に発表した北海道における旅客自動車運輸事業統合要綱（いわゆる戦時統合）により道北乗合自動車（現在の道北バス）へ統合された。富良野営業所が設置されたが、運行実績が無いまま終戦を迎えた。
戦後、富良野営業所自体は存在するがバスの運行は再開されず空白期間が生じた。1952年（昭和27年）になり分離・独立の動きが活発化し旭川電気軌道へバス事業の一部譲渡が行われたが、営業所は旭川電気軌道の管轄としてバス路線が再開されることになった。同年6月12日より旭川電気軌道富良野営業所として、富良野町および周辺町村で営業が行われることとなった。なお、空白期間中の1947年（昭和22年）に町が国鉄バスに対して富良野から麓郷、東山を経て下金山とを結ぶ路線を陳情したが運行するには至らなかった。

### 旭川電気軌道富良野営業所
富良野営業所では、富良野町に関連する路線は西達布線、富良野線、山手線、麓郷線岩屋経由の4路線で、以降島ノ下線、麓郷線八幡丘経由、御料線を開設。ほかに中富良野や上富良野の地域内路線も運行した。1966年（昭和41年）12月には芦別から島ノ下まで運行していた北海道中央バスが富良野まで乗り入れたいとして、相互乗り入れの形で芦別線が開設された。
昭和40年代になり、過疎やモータリゼーションの進行により営業成績が急降下し始めた。富良野営業所関連も例外ではなく、運行開始間もない芦別線の廃止や中富良野町と上富良野町の地域路線を全廃するなど、1975年（昭和50年）までに不採算路線の大幅整理が行われた。運行継続の路線についても富良野市に対して自治体バス（廃止代替バス）の運行を打診するなど富良野地区撤退の動きを見せた。市では運行補助金を供出し路線維持に努めたが、1970年（昭和45年）に約175万人を数えた富良野営業所管内の乗車人員は1980年（昭和55年）には約60万人へ大幅に減少しており、旭川電気軌道の経営全般の足枷となっているのも事実であった。旭川電気軌道は自治体バスに加えて第三セクター方式による新会社設立を提案。市では自治体バスと合わせて検討を重ねた結果1983年（昭和58年）3月に、将来の見通しは厳しいがバス路線維持には新会社設立しかないと決断。旭川電気軌道へ伝えるとともに設立へ向けた準備が始められた。

### ふらのバス設立、営業開始
新会社・ふらのバスは市が3分の1、旭川電気軌道が3分の2を出資。旭川電気軌道富良野営業所の建物や車両などをそのまま継承し、従業員15名、バス13台で運行路線・回数は当面維持として、1983年（昭和58年）6月21日に運輸省の免許を得て設立。同年8月1日、西達布・老節布線、山手線、富良野線、麓郷線、御料線、富良野スキー場線を継承し営業を開始した。
新会社は徹底した経費削減などに加えて北の国からの影響などによる富良野観光の盛況もあり、1985年（昭和60年）度決算では黒字を計上した。1987年（昭和62年）4月1日より旭川空港や旭川駅とを結ぶ快速バスラベンダー号の運行を開始。1978年（昭和53年）に富良野線の美瑛 - 旭川間が廃止されて以来、旭川市とを結ぶ路線が復活した。

### 年表
- 1952年（昭和27年）6月12日 旭川電気軌道富良野営業所営業開始。
- 1983年（昭和58年）
  - 6月21日 旭川電気軌道と富良野市が出資しふらのバス設立。
  - 8月1日 ふらのバス営業開始。
- 2005年（平成17年）1月7日 ISO14001を認証取得[9]。
- 2007年（平成19年）5月1日 駅前広場再開発完了により、現在地に4ヶ所の乗り場を設けたバスターミナル施設を移設。
- 2008年（平成20年）5月1日 ハイブリッド車を導入[10]。
- 2011年（平成23年）12月1日 千歳営業所開設。

## 事業所
すべて北海道に所在
本社・本社営業所
富良野市住吉町1-1
ふらのバス旅行センター
富良野市日の出町1-26 ふらの駅前バスターミナル内

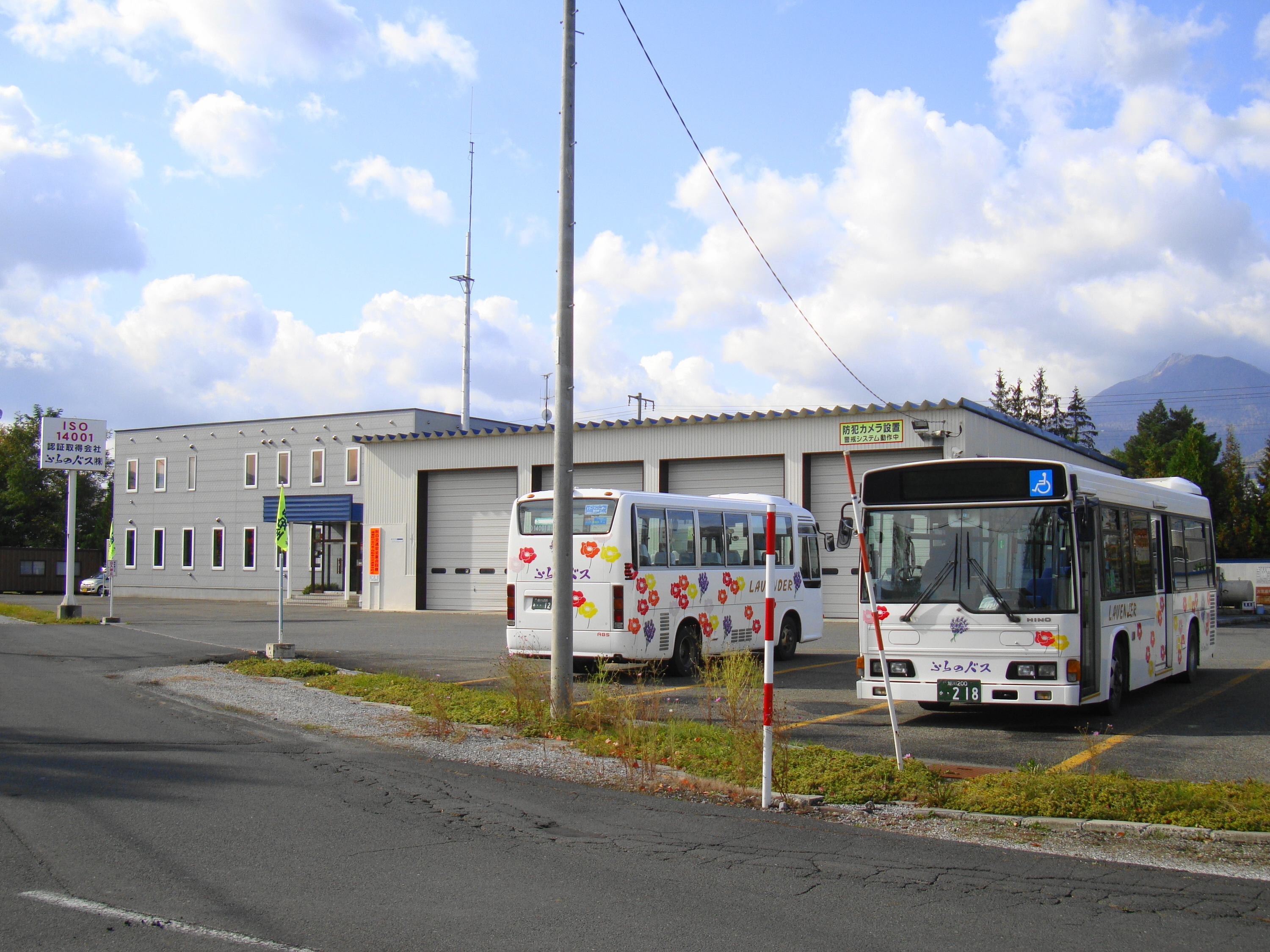
本社・本社営業所
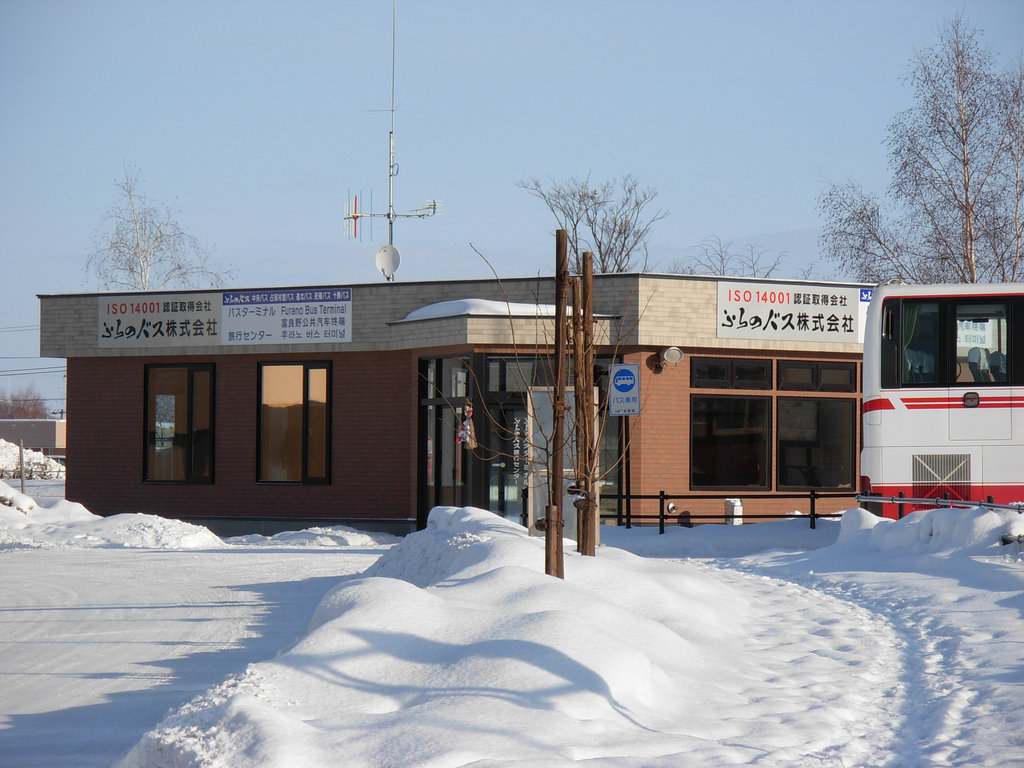
JR北海道富良野駅前に窓口、待合所を兼ねた施設を設置している。ふらのバス各種乗車券のほか、北海道中央バス「高速ふらの号」、道北バスおよび共同運行会社「ノースライナー」の乗車券類を取り扱う。

千歳営業所
千歳市流通3丁目2-6（千歳流通業務団地）
- 本社・本社営業所
- ふらのバス旅行センター

## 路線バス
2024年（令和6年）4月1日現在。本節での「富良野営業所」は旭川電気軌道富良野営業所を示す。

### 快速ラベンダー号
- 新富良野プリンスホテル - 富良野プリンスホテル - ナトゥールヴァルト - 市場前 - 富良野駅前 - 中富良野 - 上富良野役場前 - 美瑛駅 - 旭川空港 - 旭川医大 - 旭川医大病院前 - 旭川厚生病院 - 旭川駅前

1987年（昭和62年）4月1日運行開始。当初は乗降制限が設けられていたが徐々に緩和され、全停留所間乗降制限なしで利用できる。
他路線を組み合わせた割引乗車券が設定されており、「ぐるっと道央バスセット券」として北海道中央バスの高速バス路線と組み合わせたセット券が発売される。旭川空港 - 旭川駅前間は旭川電気軌道と乗車券共通利用が可能。
富良野営業所発足時より富良野 - 旭川間の富良野線が運行されていた。1978年（昭和53年）12月23日に富良野 - 美瑛間の運行となり、ふらのバス発足時は富良野 - 上富良野間で運行された。快速ラベンダー号運行開始後も別に運行されていたが後に廃止されている。

### 御料線
- 協会病院 - 富良野駅前 - 市場前 - ナトゥールヴァルト - 御料5線 - 御料9線

1964年（昭和39年）7月20日運行開始。

### 西達布線
- 協会病院 - 富良野駅前 - 西病院 - 市場前 - フラノマルシェ - 富良野高校 - 警察署前 - 麓郷入口 - 布部入口 - 山部 - 下金山入口 - 東山 - 樹海中学校 - 西達布 - 道の駅南ふらの - 幾寅駅

富良野営業所発足時より運行。西達布より先、老節布まで運行されていたが2009年（平成21年）10月1日に廃止され、富良野市が運行主体の自家用有償運送が東山または西達布から老節布地区まで運行される。
2024年（令和6年）4月1日より、根室本線（富良野 - 新得間）の廃止に代わる交通手段の一つとして、西達布線を延伸。新たに道の駅南ふらの、幾寅駅が停留所として追加された。

### 麓郷線
- 協会病院 - 富良野駅前 - フラノマルシェ - 富良野高校 - 警察署前 - 東中学校 - 北麻町公園 - 鳥沼2号 - 八幡丘 - 西富丘 - 布礼別 - 麓郷

1958年（昭和33年）9月8日運行開始。富良野営業所発足時より岩屋（国道38号・北海道道544号麓郷山部停車場線）経由が運行されていたが2003年（平成15年）4月1日に廃止され八幡丘（北海道道253号東山富良野停車場線）経由に一本化されている。

### 麻町線
- 富良野駅前 - フラノマルシェ - 市場前 - 西病院 - 協会病院 - 東中学校 - 北麻町公園 - 鳥沼2号 - 鳥沼3号 - 鳥沼7号

富良野営業所発足時より富良野 - 鳥沼 - 旭中 - 東中 - 上富良野間の山手線が運行されていた。鳥沼7号以遠が廃止され富良野市内で折り返す麻町線に変更されている。

### ハイランド・ふらの線（廃止）

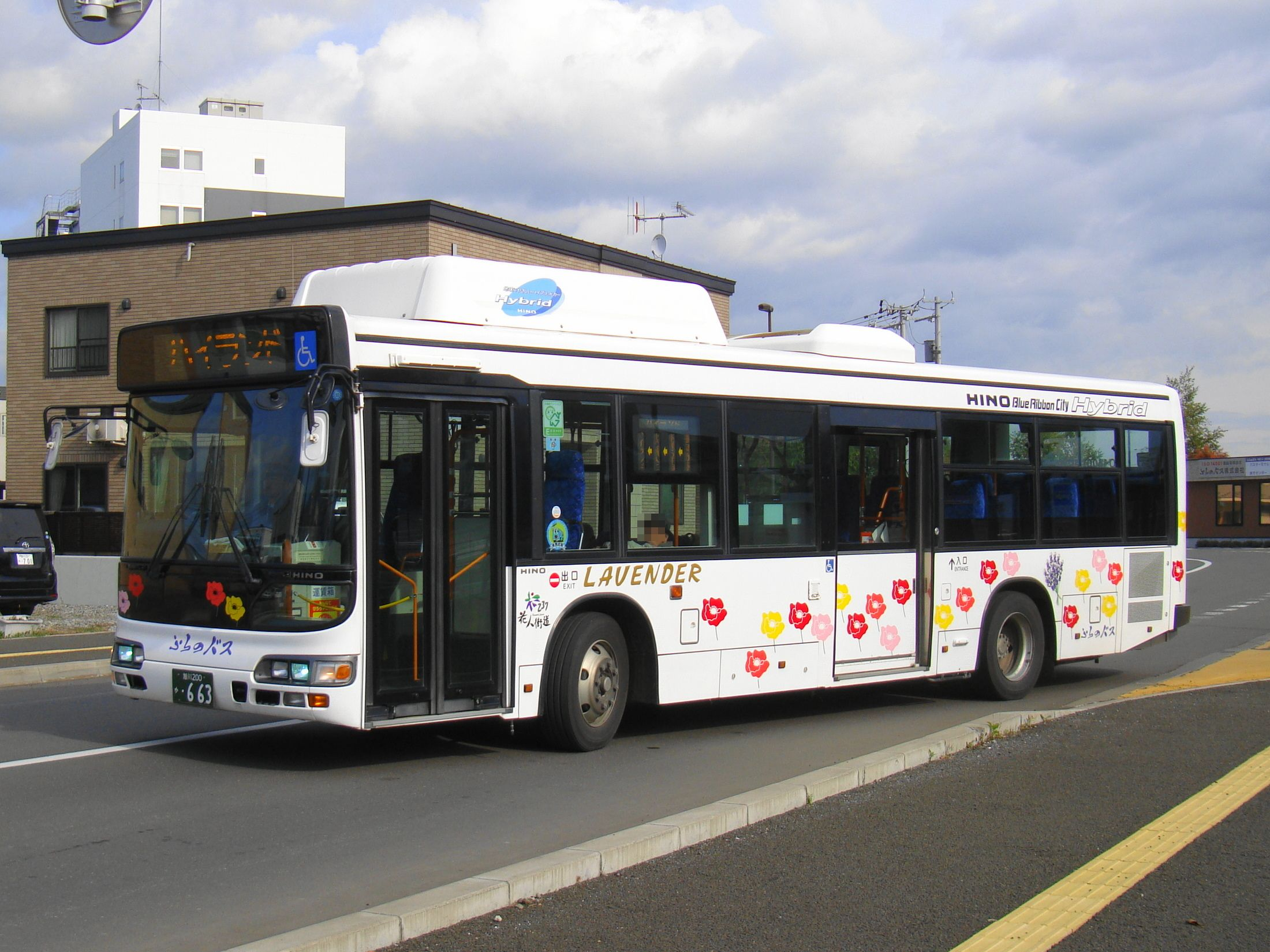
ハイランドふらの線

- 富良野駅前 - 本通5丁目 - 北の峰入口 - 学田3区 - 島の下 - ハイランドふらの

1955年（昭和30年）12月23日より島ノ下線として富良野駅前 - 温泉入口間で運行。1966年（昭和41年）12月には芦別市まで芦別線が開設されたが島ノ下線と合わせて富良野営業所時に廃止された。1987年（昭和62年）にハイランド・ふらの線として島ノ下線とほぼ同経路で再開設された。
2011年（平成23年）7月に乗客数の減少などから路線を廃止したい意向を示し、沿線住民などとの協議の結果2012年（平成24年）10月1日付で廃止となった。一部区間で重複する北海道中央バス「高速ふらの号」は途中停留所の乗降制限（札幌行は乗車のみ、富良野行は降車のみ）を緩和し、富良野市内間での乗降可能区間を増やしている。

### ミニ観光バス
7月1日から8月31日まで運行されていたが、2012年（平成24年）は設定されていない。北海道中央バス「高速ふらの号」と組み合わせた札幌発着のバスセット券が設定されていた。
チーズ工房コース
- 富良野駅前 - チーズ工房

ファーム富田コース
- 富良野駅前 - 富良野ワイン工場 - 六花亭富良野店 - ぶどう果汁工場 - ファーム富田

定期観光バスは2007年（平成19年）より運行されていない。

## 貸切バス
貸切バス事業は、通常は旭川運輸支局管内、札幌運輸支局管内、室蘭運輸支局管内のうち苫小牧市、伊達市、勇払郡、沙流郡、白老郡、虻田郡、上川郡 (石狩国)、帯広運輸支局管内河東郡での発着が認められているが、貸切バス事業者安全性評価認定制度による優良事業者に限定した営業区域の弾力的な運用による特例で、2025年（令和7年）4月1日現在北海道全域となっている。札幌運輸支局管内は北部を中心とした一部区域のみ、札幌市と千歳市は期間限定であったが、2011年（平成23年）12月1日に千歳営業所を開設した。

## 車両
路線車は日野・ブルーリボンシティハイブリッドや日野・リエッセ等を保有し、2017年（平成29年）3月31日現在で11台登録されている。貸切車は旭川電気軌道に準じた塗装を用い、20台登録されている。

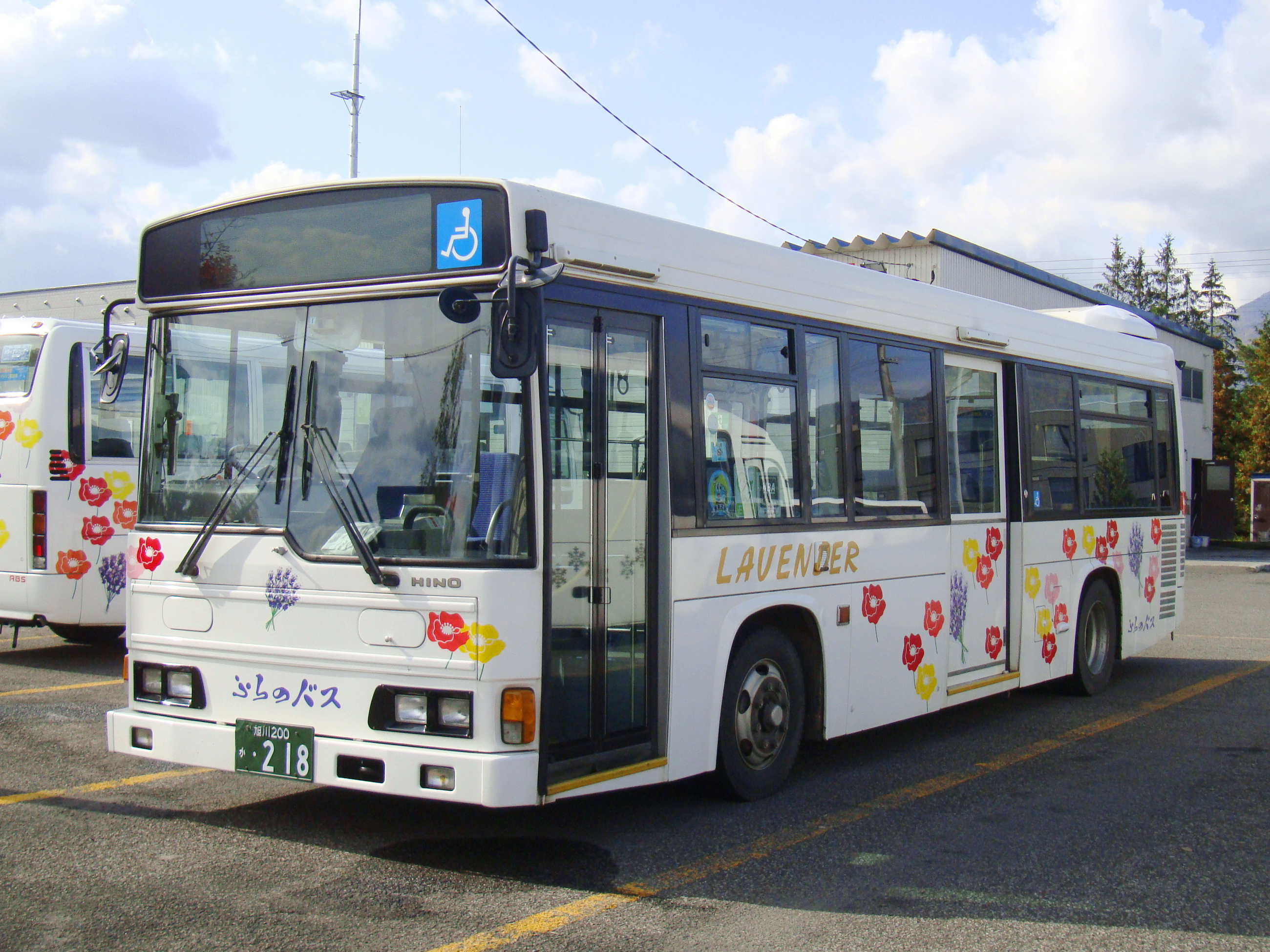
路線バス（日野・レインボー）
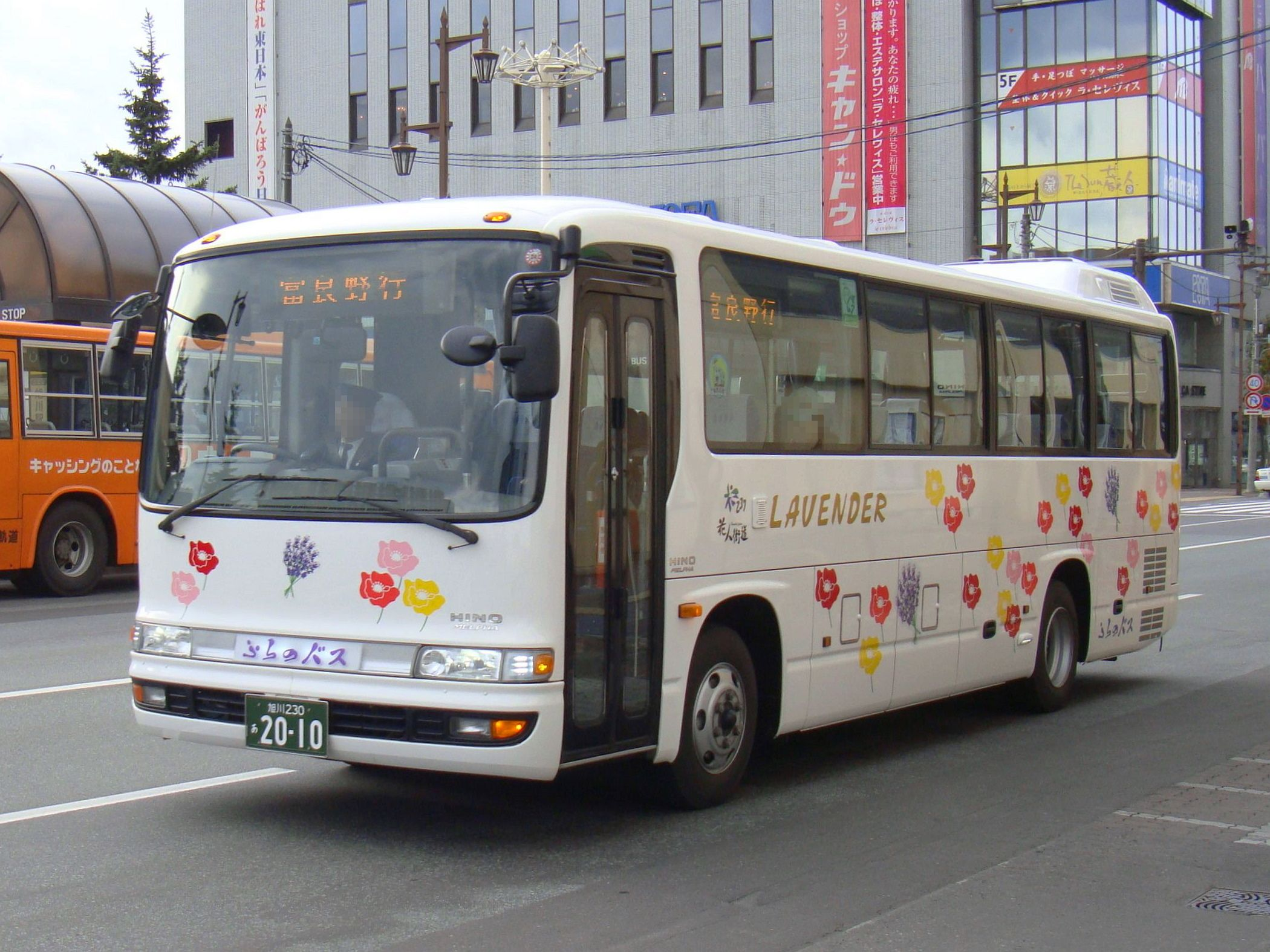
路線バス（日野・メルファ）
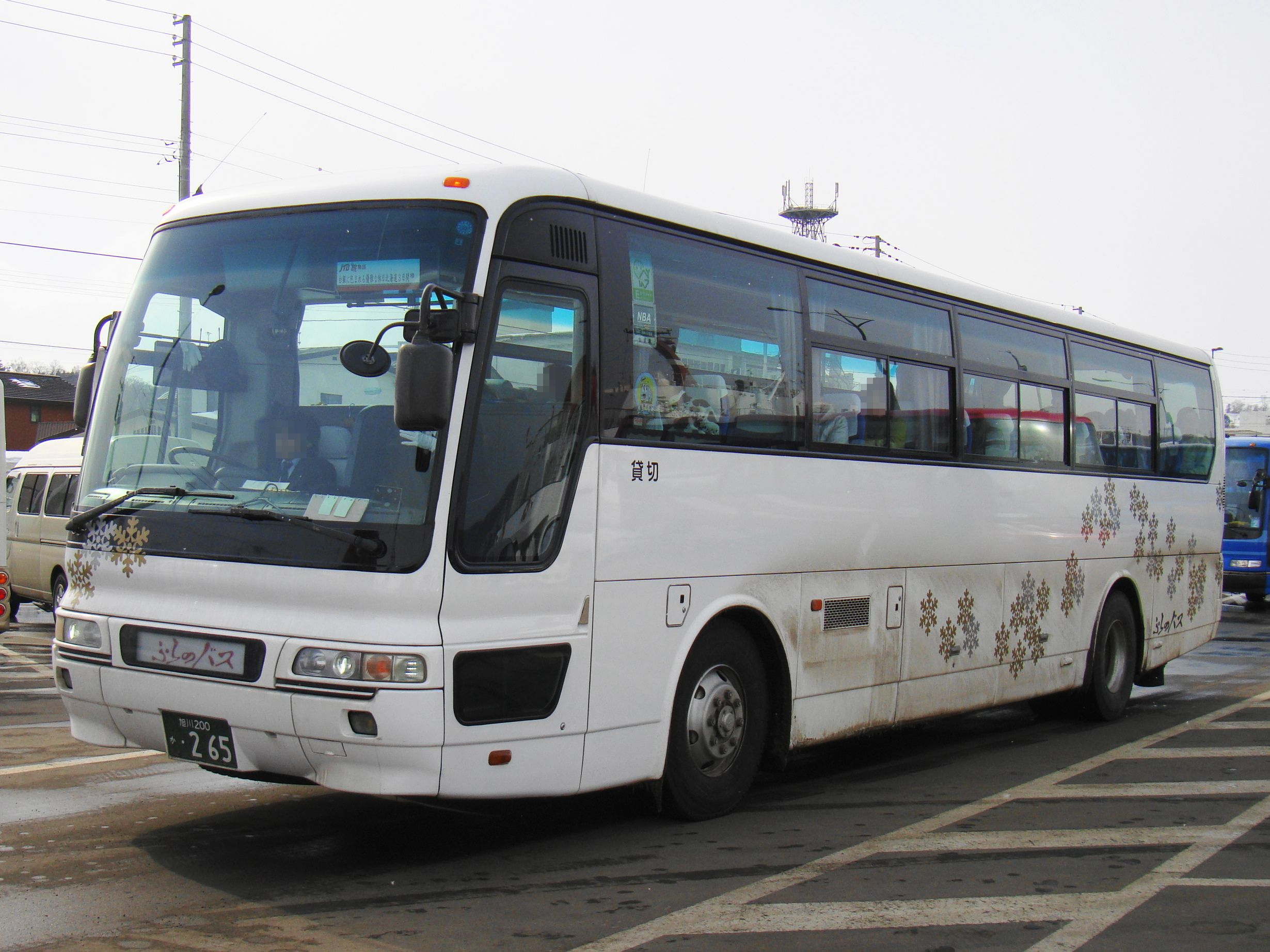
貸切バス（三菱ふそう・エアロバス）
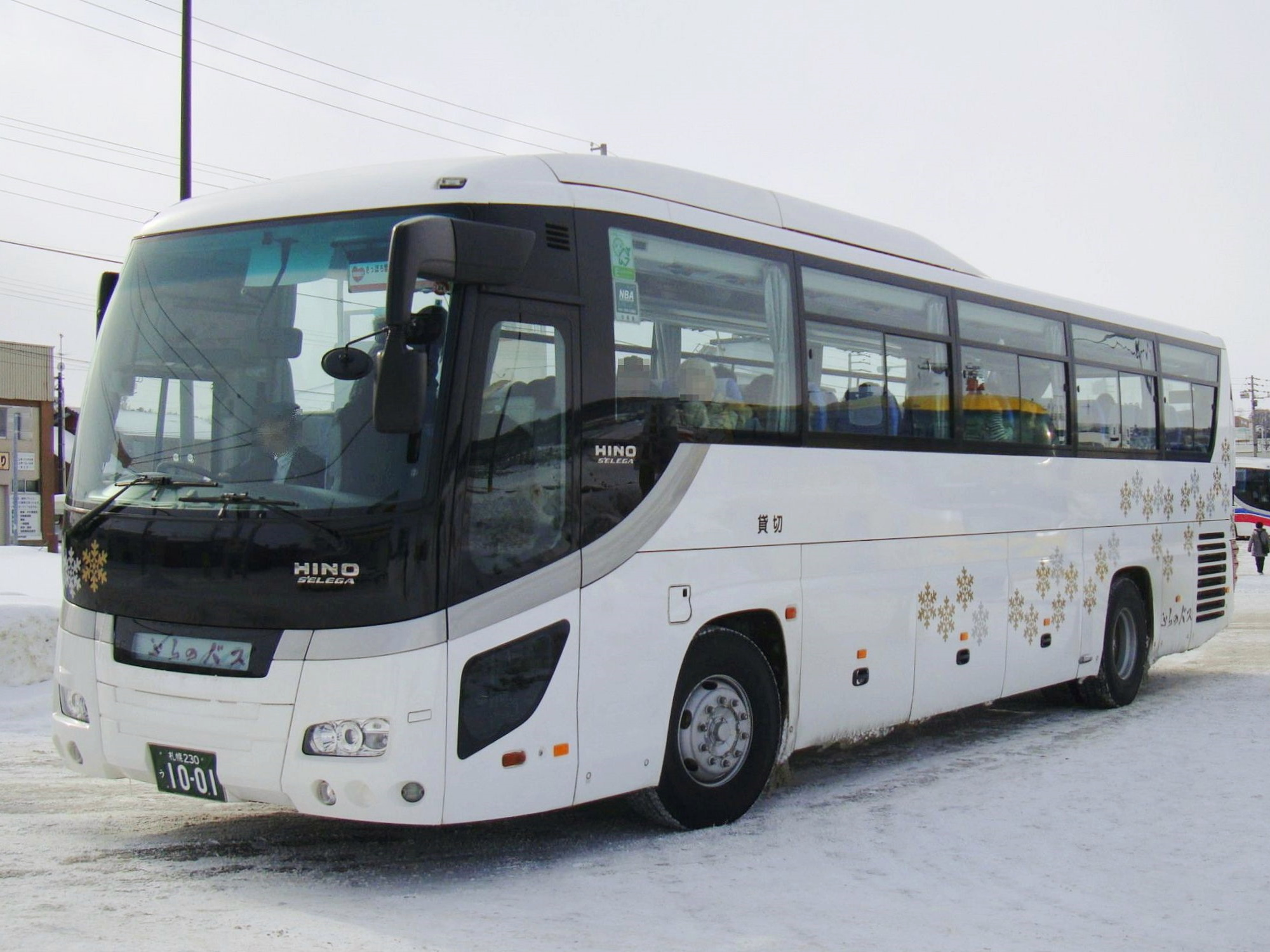
千歳営業所・札幌ナンバーの貸切バス（日野・セレガ）